# Nordstrand (Giske)
Valderøya este o localitate din comuna Giske, provincia Møre og Romsdal, Norvegia, cu o suprafață de 2,7 km² și o populație de 3.700 locuitori (2013).